# Carl Wayne
Pour les articles homonymes, voir Wayne.
Carl Wayne (18 août 1943 à Birmingham – 31 août 2004 à Birmingham), né Colin David Tooley, est un acteur et chanteur britannique surtout connu en tant que membre du groupe des années 1960 The Move.
Il fait ses débuts dans le groupe « The Vikings », aux côtés du bassiste Ace Kefford et du batteur Bev Bevan. À l'image des Beatles, les Vikings vont parfaire leur jeu dans les quartiers chauds de Hambourg ; ils sortent quelques singles chez Pye Records qui ne rencontrent pas le succès. Début 1966, il part créer The Move avec d'autres transfuges de la scène locale de Birmingham : Kefford, Bevan, Trevor Burton et Roy Wood. Le groupe se fait rapidement remarquer pour son jeu de scène exubérant.
Entre 1967 et 1970, les singles du Move se classent régulièrement dans le top 10, mais les goûts musicaux traditionnels de Wayne, de plus en plus intéressé par le cabaret, s'opposent à la volonté d'expérimentation de Roy Wood. Wayne finit par quitter le groupe en 1969.
Par la suite, il sort quelques albums et singles en solo, enregistre à l'occasion avec Wood ou Jeff Lynne, mais travaille essentiellement dans l'univers des comédies musicales et de la publicité. Il fait un retour inattendu au rock en rejoignant les Hollies en 2000, remplaçant leur chanteur originel, Allan Clarke. Il meurt d'un cancer de l'œsophage en 2004.

## Discographie solo
- 1974 : Carl Wayne
- 1985 : Love Story (sous le nom « Romance »)
- 2006 : Songs from the Wood and Beyond, 1973-2003